# Sylarna
Sylarna (em sueco;  PRONÚNCIA) ou Sylan (em norueguês), Silarna, é uma cadeia de montanhas da península Escandinava, situada na fronteira entre a Suécia e a Noruega.
No lado norueguês, Sylan fica no condado de Trøndelag, e no lado sueco, Sylarna fica na província da Jämtland.
O seu ponto mais alto é o Storsylen, localizado no lado norueguês, com 1.762 m de altitude. No lado sueco o ponto mais alto é o Templet, com 1 728 m, o ponto mais alto da Jämtland.